# Phare de San Antón
Le phare de San Antón est un phare situé dans l'enceinte du Château de San Antón, sur l'île du même nom reliée à la terre dans le port de La Corogne, dans la province de La Corogne (Galice en Espagne).
Il est géré par l'autorité portuaire de La Corogne.

## Histoire
Le château de San Antón date du XVIe siècle et faisait partie d'un ensemble de châteaux et batteries de défense côtière de la ville de La Corogne. Depuis 1994 le site est classé Bien d'intérêt culturel de la Galice et abrite le Musée archéologique et historique de La Corogne.
C'est une tour hexagonale en pierre brune de 7 m de haut, avec lanterne dont le dôme est peint en vert. Le phare est localisé près de l'extrémité orientale de la forteresse, qui est maintenant jointe à la ville par une chaussée promenade. Le site de la forteresse est ouvert quotidiennement. C'est un feu vert de port qui émet 2 éclats toutes les 7 secondes sur un plan focal de 17 m.
Identifiant : ARLHS : SPA062 ; ES-03600 - Amirauté : D1716 - NGA : 2572.
|                      |
| Château de San Antón |

|          |
| Le phare |

### Lien connexe
- Liste des phares d'Espagne